# مارتين هونجلا
مارتين هونجلا (بالإسبانية: Martin Hongla)‏ (16 مارس 1998 بياوندي في الكاميرون - ) هو لاعب كرة قدم إسباني في مركزي الوسط والدفاع. لعب مع نادي برشلونة ب.

## روابط خارجية
- مارتين هونجلا على موقع الاتحاد الأوربي (الإنجليزية)
- مارتين هونجلا على موقع إي إس بي إن إف سي (الإنجليزية)
- مارتين هونجلا على موقع قاعدة بيانات كرة القدم.إي يو (الإنجليزية)
- مارتين هونجلا على موقع ناشيونال فوتبول تيمز (الإنجليزية)
- مارتين هونجلا على موقع Soccerbase.com (لاعب) (الإنجليزية)
- مارتين هونجلا على موقع Soccerway.com (الإنجليزية)
- مارتين هونجلا على موقع عالم كرة القدم.نت (الإنجليزية)
- مارتين هونجلا على موقع AS.com (الإسبانية)